# Something in the Rain
Something in the Rain (hangul: 밥 잘 사주는 예쁜 누나 Bap jal sajuneun yeppeun nuna; pol. dosł. Ładna siostra, która kupuje mi jedzenie) – południowokoreańska drama z 2018 roku w reżyserii Ahn Pan-seok z Son Ye-jin i Jung Hae-in w rolach głównych. Drama oznaczała powrót Son Ye-jin na mały ekran po pięcioletniej przerwie. Był emitowany w każdy piątek i sobotę o 23:00 (KST) na JTBC od 30 marca do 19 maja 2018 roku.
Drama jest dostępna w serwisie Netflix i od lutego 2022 roku na Disney+ w Japonii.

## Zarys fabuły
Yoon Jin-ah (Son Ye-jin) to kobieta po trzydziestce pracująca w firmie na stanowisku kierowniczym. Ma wyluzowaną osobowość, ale w środku czuje się pusta. Seo Joon-hee (Jung Hae-in) jest młodszym bratem jej najlepszej przyjaciółki Seo Kyung-seon (Jang So-yeon). Dla Jin-ah Jun-hee zawsze był jak młodszy brat, ale czas i odległość zmieniają przyjaźń w coś więcej.

## Fabuła
Yoon Jin-ah (Son Ye-jin) jest samotną kobietą po trzydziestce, która pracuje jako kierowniczka w firmie zajmującej się kawiarniami. Jedną z takich kawiarni prowadzi jej najlepsza przyjaciółka Seo Kyung-seong (Jang So-yeon). Jin-ah ma wyluzowaną osobowość, ale każdy dzień wydaje się jej pusty, dopóki nie rozwinie romantycznych uczuć do Seo Jun-hee (Jung Hae-in), młodszego brata swojej najlepszej przyjaciółki, którego traktuje jak własnego. Joon-hee pracuje jako projektant postaci w firmie zajmującej się grami komputerowymi i właśnie wrócił do domu po trzech latach pracy za granicą.

## Obsada

### Główna
- Son Ye-jin jako Yoon Jin-ah, 35-letnia kobieta, która pracuje jako kierowniczka franczyzy kawowej. Los sprawia, że zakochuje się w młodszym bracie swojej najlepszej przyjaciółki.
- Jung Hae-in jako Seo Joon-hee, młodszy brat Kyung-seon, ma 31 lat i jest projektantem animacji postaci w firmie zajmującej się grami komputerowymi. Po trzech latach wrócił do kraju z pracy w USA. Podczas ponownego spotkania Jin-ah, najlepszej przyjaciółki swojej starszej siostry, kilka razy jej pomaga i zakochuje się w niej.

### W pozostałych rolach
- Jang So-yeon jako Seo Kyung-seon, starsza siostra Joon-hee i najlepsza przyjaciółka Jin-ah, która prowadzi również kawiarnię.
- Jung Yoo-jin jako Kang Se-young, koleżanka Jin-ah, która zakochała się w Joon-hee.
- Joo Min-kyung jako Geum Bo-ra, przyjaciółka, której Jin-ah może się zwierzyć.
- Lee Joo-young jako Lee Ye-eun, młodsza koleżanka Jin-ah.
- Jang Won-hyung jako Kim Dong-woo
- Lee Hwa-ryong jako Gong Cheol-goo, zastępca szefa zarządzający Jin-ah i innymi kierownikami coffee franchise.
- Seo Jeong-yeon jako  Jung Young-in, wiceprezes i dyrektor marketingu coffee franchise.
- Lee Chang-hoon jako Choi Joong-mo, zastępca szefa.
- Park Hyuk-kwon jako Nam Ho-kyoon, wiceprezes i dyrektor coffee franchise, któremu podlega Gong Cheol-goo.
- Kim Jong-tae jako Jo Kyung-shik, dyrektor coffee franchise.
- Oh Man-suk jako Yoon Sang-ki, ojciec Jin-ah.
- Gil Hae-yeon jako Kim Mi-yeon, matka Jin-ah.
- Wi Ha-joon jako Yoon Seung-ho, młodszy bat Jin-ah.
- Oh Roong jako Lee Kyoo-min, były chłopak Jin-ah, który jest prawnikiem.
- Kim Chang-wan jako Joon-hee, ojciec Joon-hee.
- Yun Jong-seok jako Kim Seung-chul, kolega ze studiów Joon-hee.

## Produkcja
Pierwsze czytanie scenariusza przez obsadę odbyło się 25 stycznia 2018 roku w budynku JTBC w Sangam-dong.
W wyniku komercyjnego sukcesu dramy, obsada i ekipa otrzymali trzydniowe wakacje w Japonii, zaplanowane na 29-31 maja 2018 roku.

## Ścieżka dźwiękowa
„Stand by Your Man” Carli Bruni i „Save the Last Dance for Me” Bruce'a Willisa są często odtwarzane w dramie.
Poniżej znajduje się lista utworów z pojedynczych oryginalnych albumów ze ścieżką dźwiękową, w kolejności ich wydania.

### Pojedyncze wydania
- Part.1: Something in The Rain (Rachael Yamagata) (data wydania: 13 kwietnia 2018 r.)[12]
- Part.2: La La La (Rachael Yamagata) (data wydania: 20 kwietnia 2018 r.)[13]
- Something In the Rain (Music from the Original TV Series) (Rachael Yamagata) (data wydania: 5 kwietnia 2019 r.)[14]

### Cała ścieżka
1. Something in the Rain - Rachael Yamagata
2. La La La (Ver. 1) - Rachael Yamagata
3. La La La (Ver. 2) - Rachael Yamagata
4. Be Somebody's Love - Rachael Yamagata
5. Save the last dance for me - Lee Nam Yun
6. Enduring - Lee Nam Yun
7. Up Against - Lee Nam Yun
8. Another Step - Lee Nam Yun
9. Flea Waltz - Lee Nam Yun
10. Portraits of You - Lee Nam Yun
11. Stand By Your Man - Carla Bruni[15]

## Oglądalność
| Odc. | Data emisji      | Średnia oglądalność | Średnia oglądalność | Średnia oglądalność | Średnia oglądalność |
| Odc. | Data emisji      | AGB Nielsen         | AGB Nielsen         | TNmS                |                     |
| Odc. | Data emisji      | Ogólnonarodowy      | Seul                | Ogólnonarodowy      |                     |
| --- | ---------------- | ------------------- | ------------------- | ------------------- | ------------------- |
| 1 | 30 marca 2018    | 4.008%              | 4.239%              | 3.8%                |                     |
| 2 | 31 marca 2018    | 3.752%              | 4.177%              | 4.8%                |                     |
| 3 | 6 kwietnia 2018  | 4.222%              | 4.621%              | 4.4%                |                     |
| 4 | 7 kwietnia 2018  | 4.756%              | 5.434%              | 5.9%                |                     |
| 5 | 13 kwietnia 2018 | 5.134%              | 6.001%              | 5.4%                |                     |
| 6 | 14 kwietnia 2018 | 6.187%              | 7.069%              | 6.5%                |                     |
| 7 | 20 kwietnia 2018 | 5.322%              | 6.202%              | 6.4%                |                     |
| 8 | 21 kwietnia 2018 | 5.499%              | 5.936%              | 5.7%                |                     |
| 9 | 27 kwietnia 2018 | 6.177%              | 6.769%              | 5.9%                |                     |
| 10 | 28 kwietnia 2018 | 5.757%              | 6.713%              | 6.6%                |                     |
| 11 | 4 maja 2018      | 5.637%              | 7.018%              | 5.9%                |                     |
| 12 | 5 maja 2018      | 5.520%              | 6.320%              | 6.1%                |                     |
| 13 | 11 maja 2018     | 5.564%              | 6.598%              | 5.4%                |                     |
| 14 | 12 maja 2018     | 7.281%              | 8.313%              | 6.3%                |                     |
| 15 | 18 maja 2018     | 5.883%              | 6.486%              | 5.7%                |                     |
| 16 | 19 maja 2018     | 6.787%              | 7.661%              | 7.1%                |                     |
| Średnia | Średnia          | 5.468%              | 6.222%              | 5.7%                |                     |
| - W powyższej tabeli, niebieskie liczby oznaczają najniższe oceny, a czerwone najwyższe. - Serial ten emitowano w kanale kablowym płatnej telewizji, która zwykle ma mniejszą widownię w porównaniu z ogólnodostępnymi telewizjami nadawanymi publicznie (KBS, SBS, MBC czy EBS). |                  |                     |                     |                     |                     |

## Nagrody i nominacje
| Rok  | Ceremonia                        | Kategoria                                    | Nominowany            | Rezultat  | Przy.         |
| ---- | -------------------------------- | -------------------------------------------- | --------------------- | --------- | ------------- |
| 2018 | Korea Drama Awards               | Najlepszy Nowy Aktor                         | Wi Ha-joon            | Nominacja | [ 18 ]        |
| 2018 | Seoul International Drama Awards | Nagroda za Doskonałość dla Koreańskiej Dramy | Something in the Rain | Wygrana   | [ 19 ] [ 20 ] |
| 2018 | Seoul International Drama Awards | Wybitna Koreańska Aktorka                    | Son Ye-jin            | Wygrana   | [ 19 ] [ 20 ] |
| 2018 | APAN Star Awards                 | Nagroda Główna (Daesang)                     | Son Ye-jin            | Nominacja | [ 21 ] [ 22 ] |
| 2018 | APAN Star Awards                 | Nagroda Doskonałości, Aktor w Miniserialu    | Jung Hae-in           | Wygrana   | [ 21 ] [ 22 ] |
| 2018 | APAN Star Awards                 | Najlepsza Aktorka Drugoplanowa               | Jang So-yeon          | Wygrana   | [ 21 ] [ 22 ] |
| 2018 | APAN Star Awards                 | Nagroda K-Star, Aktor                        | Jung Hae-in           | Wygrana   | [ 21 ] [ 22 ] |
| 2018 | 2nd The Seoul Awards             | Najlepsza Aktorka                            | Son Ye-jin            | Nominacja | [ 23 ]        |
| 2018 | 2nd The Seoul Awards             | Najlepszy Nowy Aktor                         | Jung Hae-in           | Nominacja | [ 23 ]        |
| 2018 | 2nd The Seoul Awards             | Nagroda Popularności, Aktor                  | Jung Hae-in           | Wygrana   | [ 23 ]        |
| 2018 | 2nd The Seoul Awards             | Nagroda Artysty Hallyu                       | Jung Hae-in           | Wygrana   | [ 23 ]        |
| 2018 | Korea Contents Awards            | Wyróżnienie Prezydenckie                     | Something in the Rain | Wygrana   | [ 24 ]        |
| 2019 | Asian Television Awards          | Najlepsza Drama                              | Something in the Rain | Wygrana   | [ 25 ] [ 26 ] |
| 2019 | Asian Television Awards          | Najlepszy Reżyser                            | Ahn Pan-seok          | Nominacja | [ 25 ] [ 26 ] |
| 2019 | Asian Television Awards          | Najlepsza Aktorka                            | Son Ye-jin            | Nominacja | [ 25 ] [ 26 ] |

## Remake
3 marca 2022 r. ogłoszono, że iQIYI wyda chiński remake dramy zatytułowany „Love the Way You Are” z Angelababy w roli głównej. iQIYI nabył również wyłączne prawa do emisji serialu w Chinach, po wprowadzeniu zakazu treści z Korei Południowej i stał się on pierwszym koreańskim programem telewizyjnym, który mógł być streamowany w tym kraju.